# Lada Granta
LADA Granta — бюджетний передньопривідний автомобіль розробки Волзького автомобільного заводу.

## Перше покоління (2011-2018)

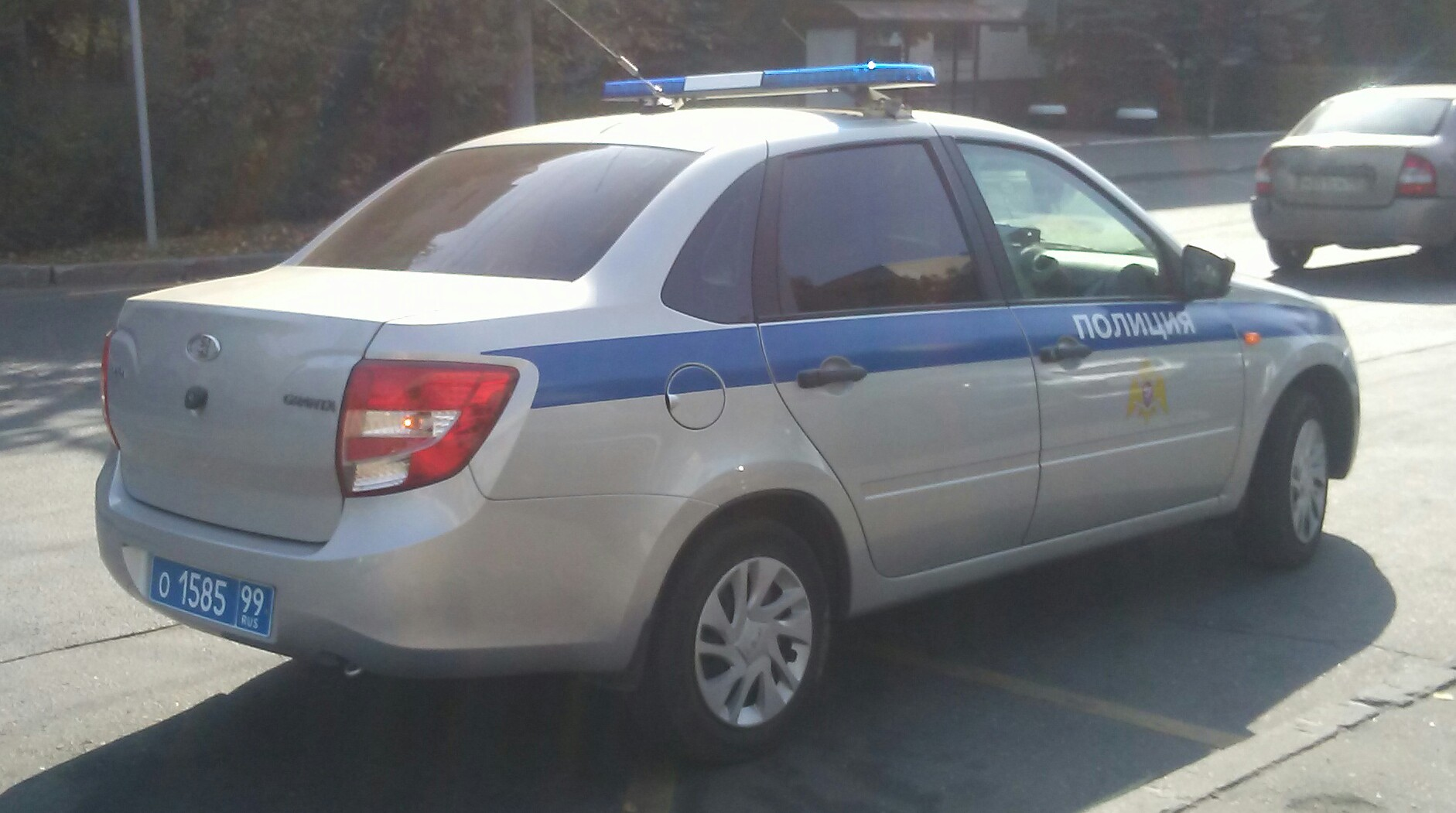
Lada Granta седан (2011-2018)

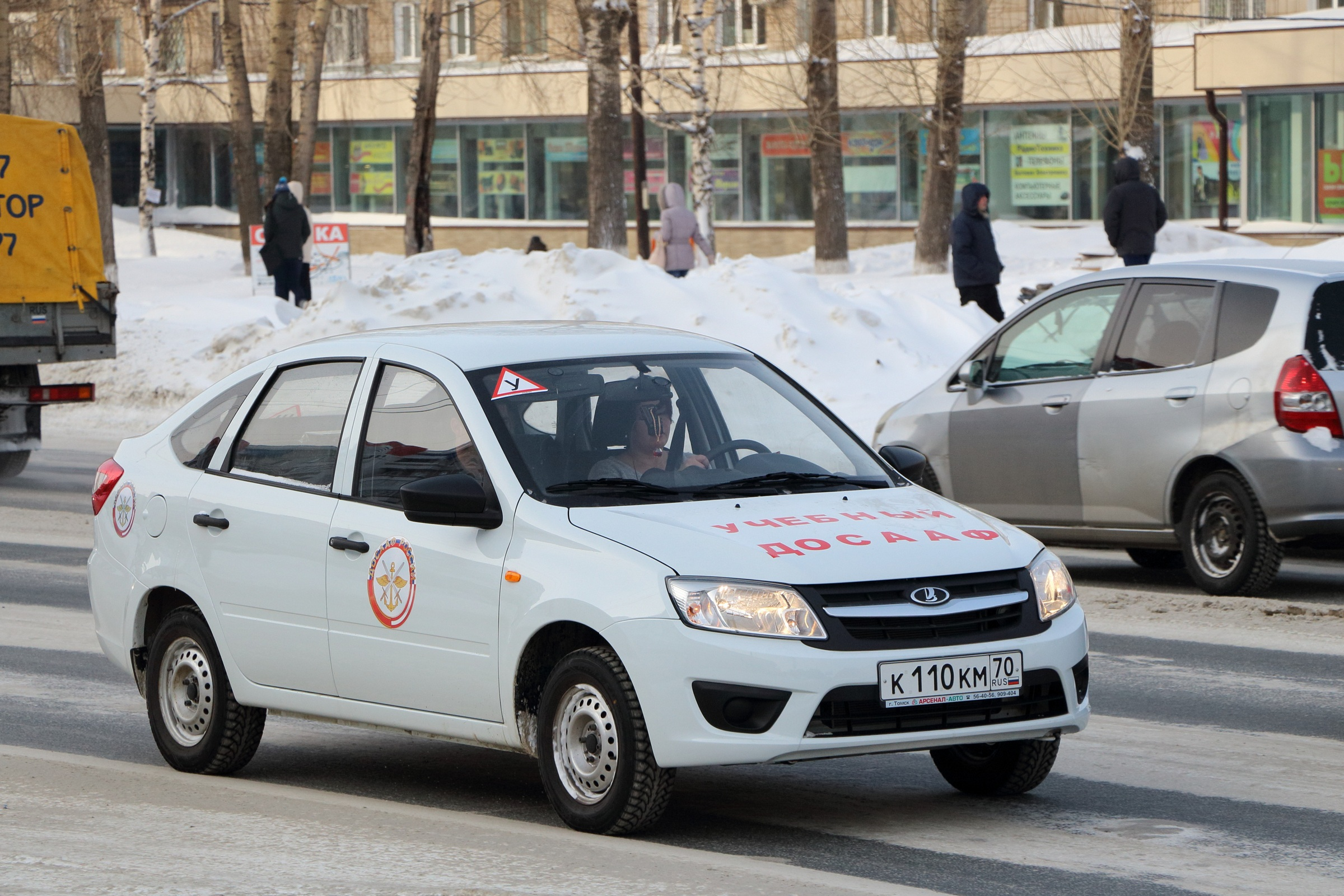
Lada Granta ліфтбек (2014-2018)

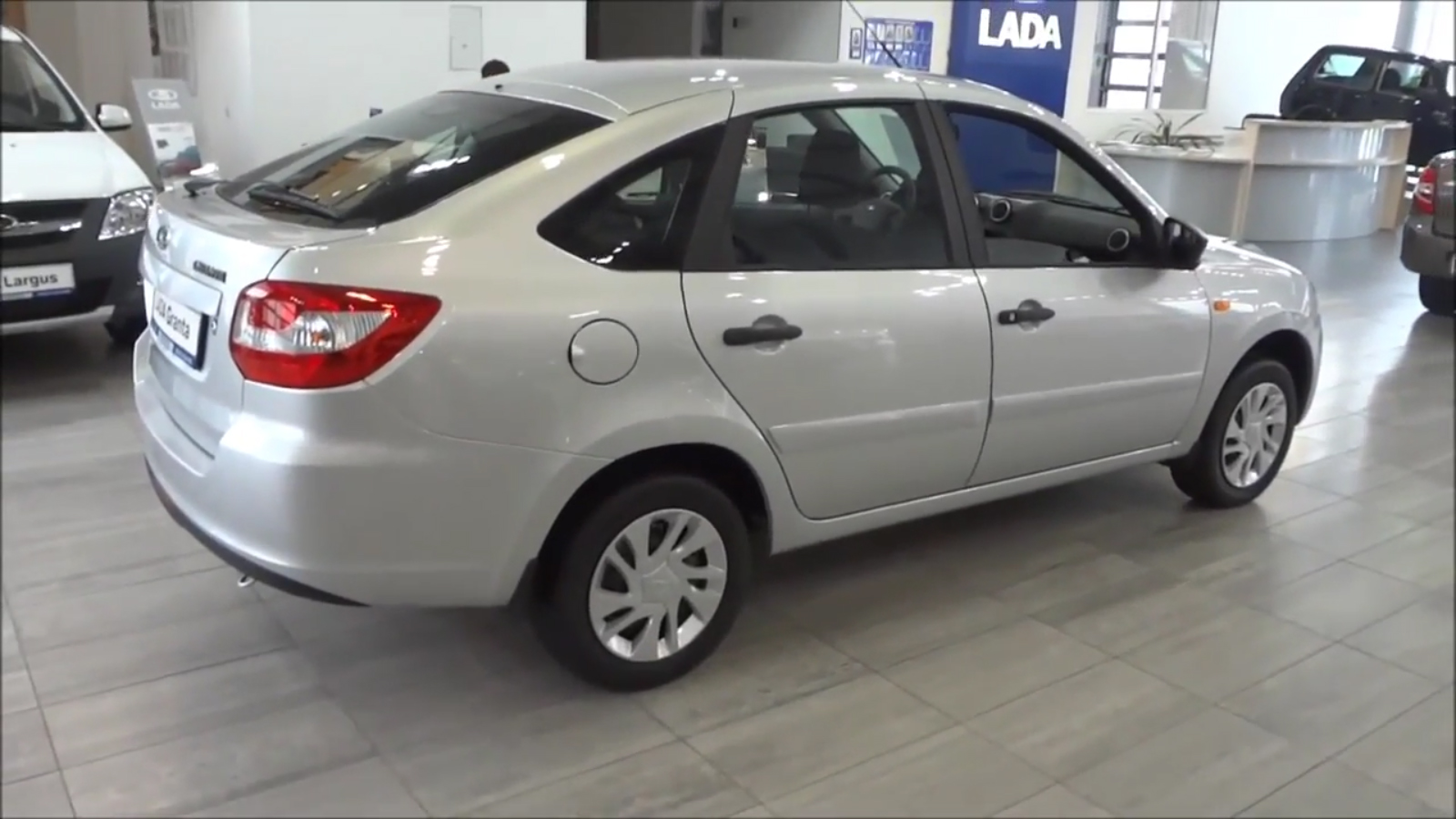
Lada Granta ліфтбек (2014-2018)

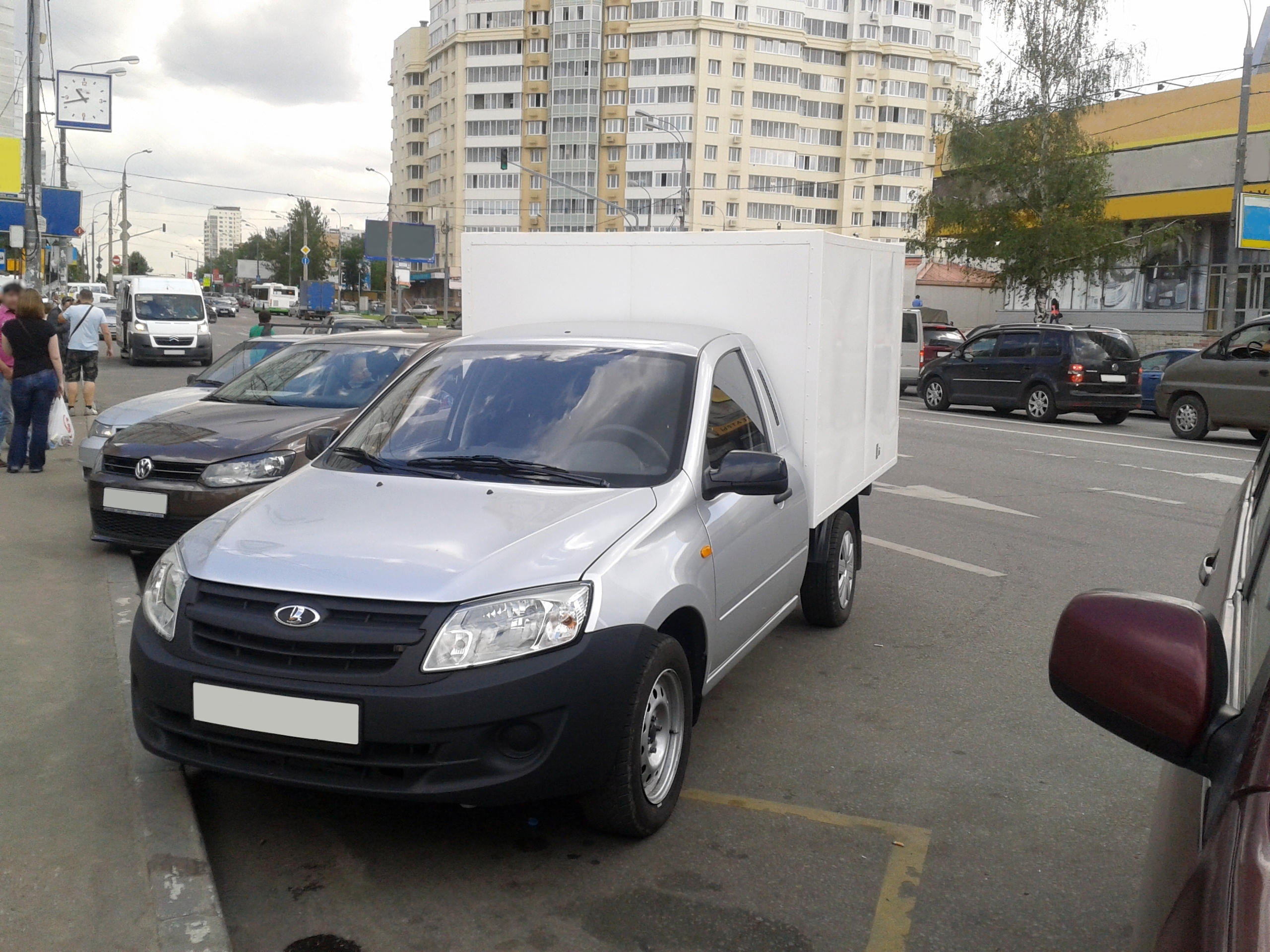
ВІС-2349

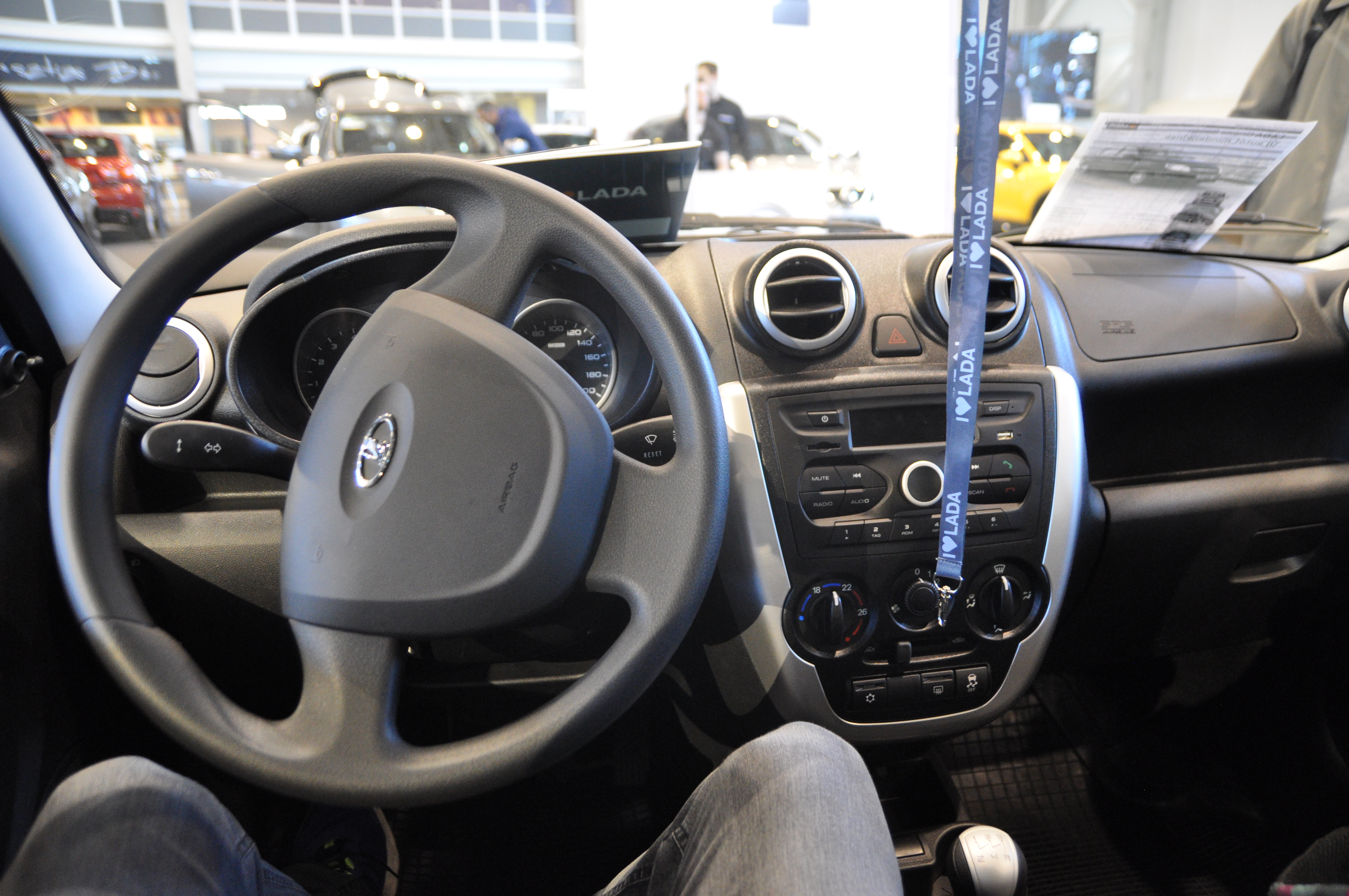
Салон Lada Granta

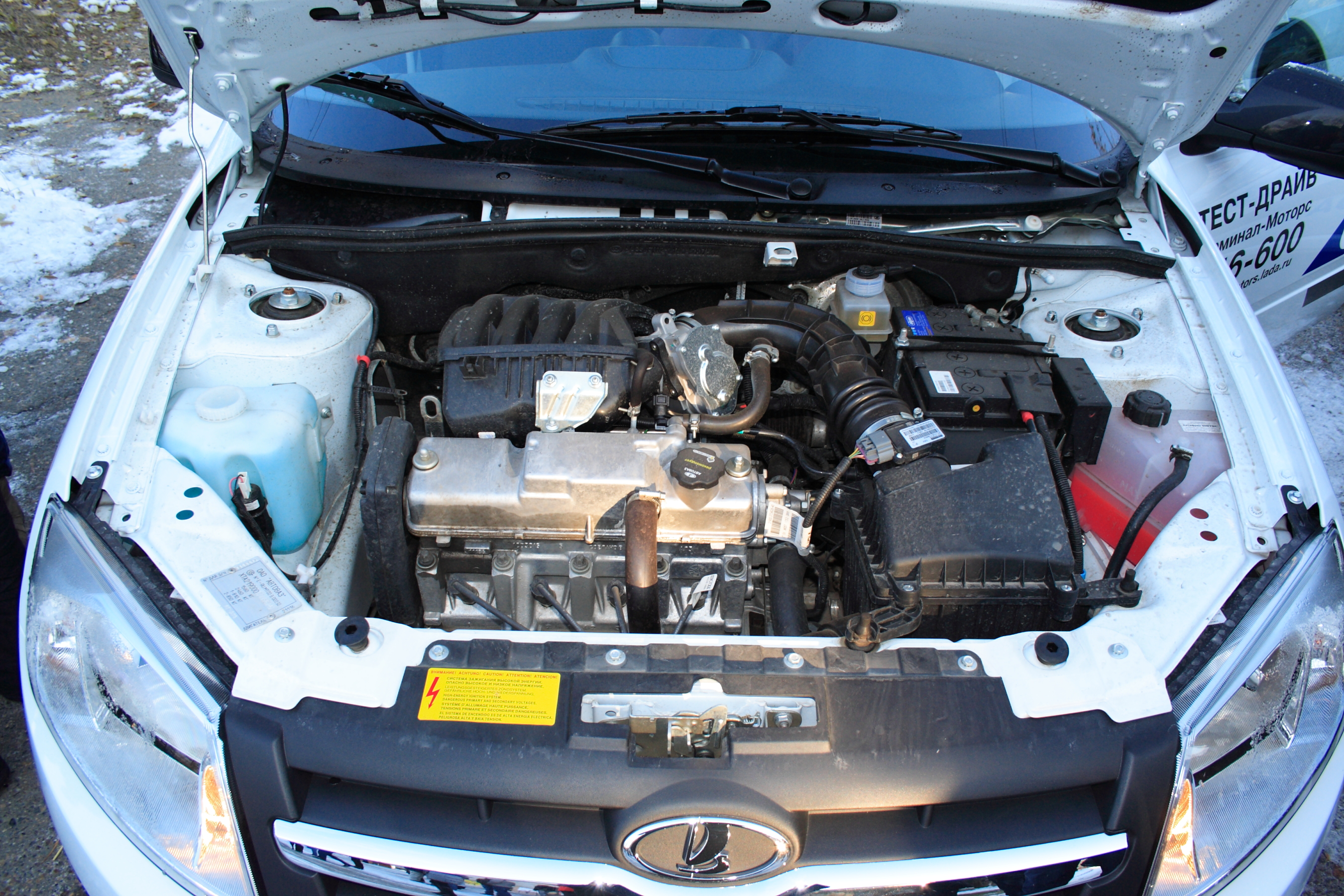
двигун Lada Granta

### Історія назви
Спочатку проект (внутрішньозаводське позначення автомобіля - ВАЗ-2190) мав робочу назву Low cost (низька вартість). Назву для автомобіля обрали з декількох тисяч варіантів, присланих в рамках оголошеного «АвтоВАЗом» конкурсу «Народному автомобілю — народна назва». Переможцем конкурсу став житель Красноярська Павло Захаров, як нагорода автору назви Lada Granta в ході Московського автосалону 2010 року урочисто вручена Lada Kalina.

### Опис
Автомобіль в кузові седан було презентовано на Московському автосалоні в серпні 2011 року. Серійне виробництво нової Lada стартувало у Тольятті в другій половині 2011 року, а продажі почалися вже в грудні. Granta прийшла на заміну автомобілям ВАЗ-2105/2107, сімейству Lada Samara та седану Lada Kalina.
Lada Granta випускається на одній складальній лінії з автомобілями Lada Kalina. Проектна потужність виробництва — 220 тис. автомобілів в рік. При необхідності обсяги випуску Lada Granta і Lada Kalina можна збільшити до 300 тис. автомобілів в рік.
У листопаді 2010 року глава альянсу Renault-Nissan Карлос Гон заявив про готовність французької та японської компаній використовувати платформу Granta, у разі її успішності на російському ринку.
LADA Granta Sport була представлена в 2011 році одночасно зі стартом гоночного Кубка LADA Granta. З особливостей версії варто відзначити 16-дюймові литі диски, низькопрофільні шини «Yokohama», передні і задні гальмівні диски збільшеного діаметру, зменшений на 20 мм дорожній просвіт і газонаповнені амортизатори.
На «Гранту» встановлена модернізована передня і задня підвіски від моделі «Калина». Поздовжній кут нахилу стійки (кастор) збільшений, встановлені нові опори передніх стійок, доопрацьований стабілізатор поперечної стійкості. Задні колеса отримали негативний розвал в 1°.
У березні 2013 року був офіційно представлений варіант з кузовом ліфтбек. Крім форми кузова він відрізняється від седана переднім бампером, формою задніх бокових дверей, розташуванням заднього номерного знака. 14 травня 2014 року на підприємстві «ІжАвто» почався серійний випуск цієї модифікації «Гранти» (внутрішньозаводське позначення автомобіля - ВАЗ-2191). Новинка, яка раніше називалася представниками «АвтоВАЗу» хетчбеком, тепер буде продаватися як LADA Granta Liftback. Продажі новинки стартували в червні 2014 року, разом з оновленим седаном, який отримав такий ж як у ліфтбек бампер.

### Модифікації
- Lada Granta седан (ВАЗ-2190) — 4-дверний седан (випуск з вересня 2011 року)
- Lada Granta ліфтбек (ВАЗ-2191) — 5-дверний ліфтбек (випуск з весни 2014 року)
- Lada Granta Sport (ВАЗ-219059) — 4-дверний седан призначений для спортивних змагань (випуск планується з травня 2011 року)
- ВІС-2349 — 2-дверний пікап виробництва компанії ВІС-Авто на основі Lada Granta (випуск з жовтня 2012 року)

### Двигуни
| Бензинові       |                          |          |                  |             |                         |                          |                                   |                              |                       |              |
| Індекс          | Модель                   | Об'єм    | Система живлення | Клапани/ГРМ | Потужність при об/хв    | Крутний момент при об/хв | Розгін від 0 до 100 км/год секунд | Максимальна швидкість км/год | Витрата пального (EU) | Роки випуску |
| Дивигуни Р4     |                          |          |                  |             |                         |                          |                                   |                              |                       |              |
| 1,6i 8V         | ВАЗ-21114 (ВАЗ-11183-50) | 1596 см³ | інжектор         | 8/SOHC      | 82 к. с. (60 кВт)/5100  | 132 Нм/3800              | 12,5                              | 164,5                        | 6,1/7,3/9,3           | з 2011       |
| 1,6i 8V         | ВАЗ-21124 (ВАЗ-11186)    | 1596 см³ | інжектор         | 8/SOHC      | 87 к. с. (64 кВт)/5100  | 140 Нм/3800              | 11,8                              | 167                          | 5,7/7,2/8,5           | з 2011       |
| 1,6i 16V        | ВАЗ-21126                | 1596 см³ | інжектор         | 16/DOHC     | 98 к. с. (72 кВт)/5600  | 145 Нм/4000              | 12                                | 173                          | 5,8/7,3/8,7           | з 2011       |
| 1,6i 16V        | ВАЗ-21127                | 1596 см³ | інжектор         | 16/DOHC     | 106 к. с. (78 кВт)/5800 | 148 Нм/4200              | 10,9                              | 183                          | 5,8/7,3/8,7           | з 2011       |
| 1,6i 16V Sport  | ВАЗ-21126-77             | 1596 см³ | інжектор         | 16/DOHC     | 118 к. с. (87 кВт)/6750 | 154 Нм/4750              | 9,5                               | 197                          | ?                     | з 2012       |
| 1,6Ti 16V Sport | ?                        | 1596 см³ | інжектор         | 16/DOHC     | 210 к. с. (154 кВт)/?   | ?                        | ?                                 | ?                            | ?                     | з 2012       |
| 1.              |                          |          |                  |             |                         |                          |                                   |                              |                       |              |

### Безпека
| Результати Краш-тесту                |                |
| Зірки ARCAP з Краш-тесту             |                |
| Безпека пасажирів (фронтальний удар) | 8,4 балів з 16 |

За результатами краш-тесту проведеного в 2012 році редакцією газети Авторевю за методикою ARCAP Lada Granta набрала 8,4 бали з 16 можливих за фронтальний удар і отримала 2 зірки за безпеку', що є найкращим результатом серед автомобілів Лада.

### Комплектації
Автомобіль Lada Granta представлений в трьох комплектаціях: Стандарт, Норма, Люкс.
| Комплектації Lada Granta                                | Комплектації Lada Granta | Комплектації Lada Granta | Комплектації Lada Granta |
|                                                         | Стандарт                 | Норма                    | Люкс                     |
| Безпека                                                 | Безпека                  | Безпека                  | Безпека                  |
| ------------------------------------------------------- | ------------------------ | ------------------------ | ------------------------ |
| Інерційні ремені безпеки                                | •                        | •                        | -                        |
| Інерційні ремені з переднатягом                         | -                        | -                        | •                        |
| Подушка безпеки водія                                   | -                        | •                        | •                        |
| Подушка безпеки переднього пасажира                     | -                        | -                        | •                        |
| Підголівники задніх сидінь                              | -                        | -                        | •                        |
| ABS + BAS                                               | -                        | -                        | •                        |
| Екстер'єр                                               |                          |                          |                          |
| Бампери незабарвлені                                    | •                        | -                        | -                        |
| Бампери, пофарбовані в колір кузова                     | -                        | •                        | •                        |
| Денний вогонь у фарі                                    | •                        | •                        | •                        |
| Диски коліс штамповані, 13"                             | •                        | -                        | -                        |
| Диски коліс штамповані, 14"                             | -                        | •                        | -                        |
| Диски коліс литі, 14 "                                  | -                        | -                        | •                        |
| Ковпаки коліс                                           | -                        | •                        | -                        |
| Молдинг решітки радіатора                               | -                        | •                        | •                        |
| Молдінги дверей                                         | -                        | -                        | •                        |
| Дзеркала зовнішні, пофарбовані в колір кузова           | -                        | -                        | •                        |
| Рамки дверей чорні                                      | -                        | -                        | •                        |
| Інтер'єр                                                |                          |                          |                          |
| Оббивка дверей з декоративними вставками                | -                        | •                        | •                        |
| Роздільне заднє сидіння                                 | -                        | -                        | •                        |
| Облицювання порогів підлоги                             | -                        | -                        | •                        |
| Ущільнювачі порогів підлоги                             | -                        | -                        | •                        |
| Контейнер для окулярів                                  | -                        | -                        | •                        |
| Комфорт                                                 |                          |                          |                          |
| Рульова колонка з регулюванням по висоті                | -                        | •                        | •                        |
| Електропідсилювач керма                                 | -                        | •                        | •                        |
| Передні електросклопідйомники                           | -                        | •                        | •                        |
| Задні електросклопідйомники                             | -                        | -                        | •                        |
| Скло безбарвне                                          | •                        | •                        | -                        |
| Скло атермальне                                         | -                        | -                        | •                        |
| Поручні, 3 шт                                           | -                        | -                        | •                        |
| Фільтр повітряний салону                                | -                        | •                        | •                        |
| Кліматична система з кондиціонером                      | -                        | -                        | •                        |
| Електропривод і обігрів зовнішніх дзеркал               | -                        | -                        | •                        |
| Обігрів передніх сидінь                                 | -                        | -                        | •                        |
| Електропривод замку кришки багажника                    | -                        | •                        | •                        |
| Електроніка                                             |                          |                          |                          |
| Центральний замок                                       | -                        | •                        | •                        |
| Бортовий комп'ютер                                      | -                        | •                        | •                        |
| Функція охоронної сигналізації                          | -                        | •                        | •                        |
| Дистанційне керування замками дверей і кришки багажника | -                        | -                        | •                        |
| Аудіосистема                                            | -                        | -                        | •                        |

### Ціна
Ціна в Україні в 2012 році на автомобілі Lada Granta в комплектації "Стандарт" становила 69 990 грн., в комплектації "Норма" - 79 980 грн.

## Друге покоління (з 2018)

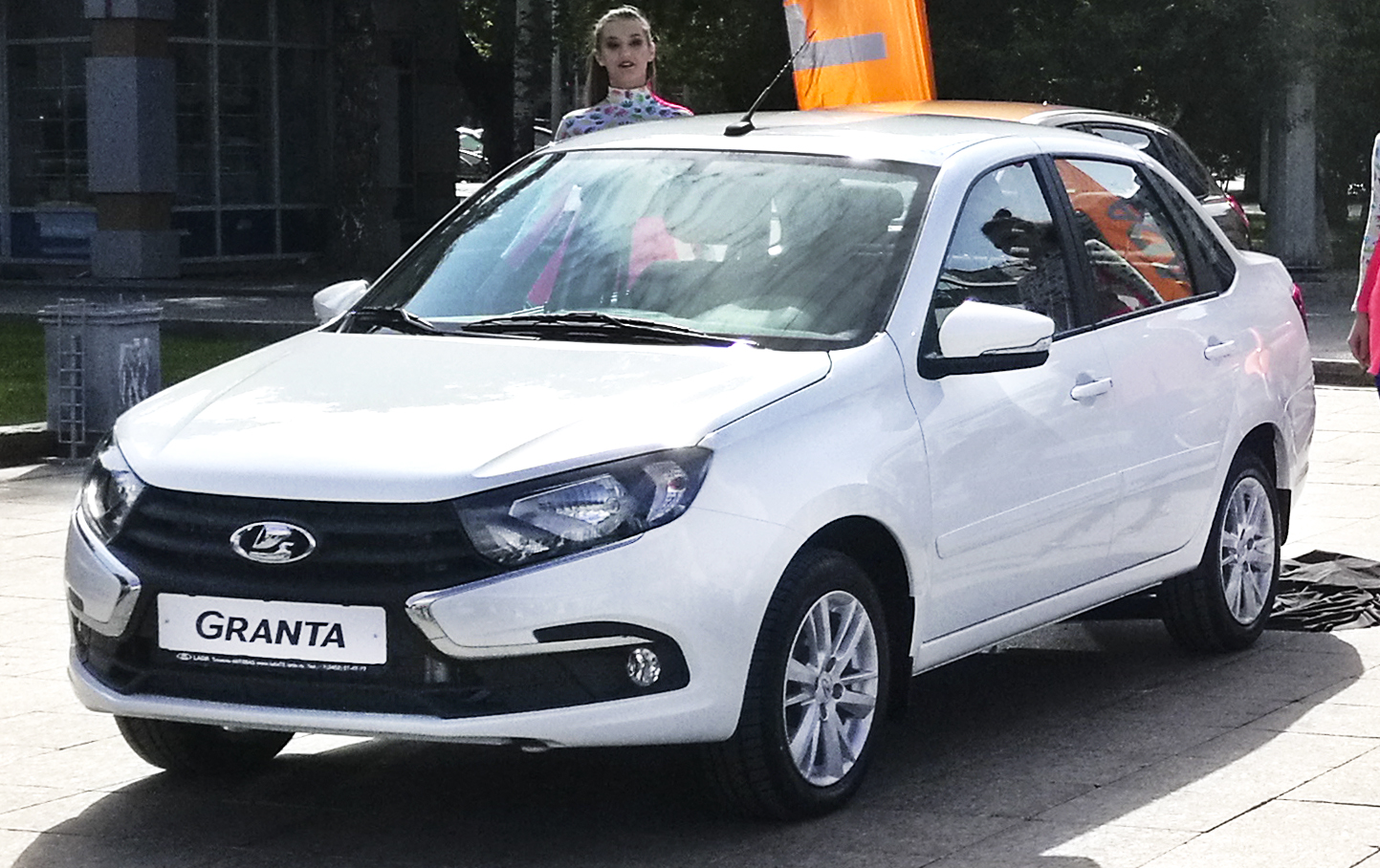
LADA Granta 2

Виробництво LADA Granta 2 почалося 14 серпня 2018 року. Прем'єра відбулася 29 серпня 2018 року на Московському Міжнародному Автосалоні. Продажі оновленої Granta почалися 1 вересня 2018 року, 25 грудня стартував продаж комерційних автомобілів Lada Granta. Крім седана і ліфтбека, відтепер автомобіль пропонується в кузові хетчбек, уківерсал і кросовер. Причому останні замінили LADA Kalina хетчбек, універсал і кросовер та є їх модернізованими версіями.
8 лютого 2019 року АвтоВАЗ представив навчальний варіант Lada Granta, призначений спеціально для автошкіл.

### Модифікації
- Lada Granta седан (ВАЗ-2190) — 4-дверний седан
- Lada Granta ліфтбек (ВАЗ-2191) — 5-дверний ліфтбек
- Lada Granta хетчбек (ВАЗ-2192) — 5-дверний хетчбек
- Lada Granta універсал (ВАЗ-2194) — 5-дверний універсал
- Lada Granta Cross (ВАЗ-2194) — універсал з виглядом позашляховика (з 2019)

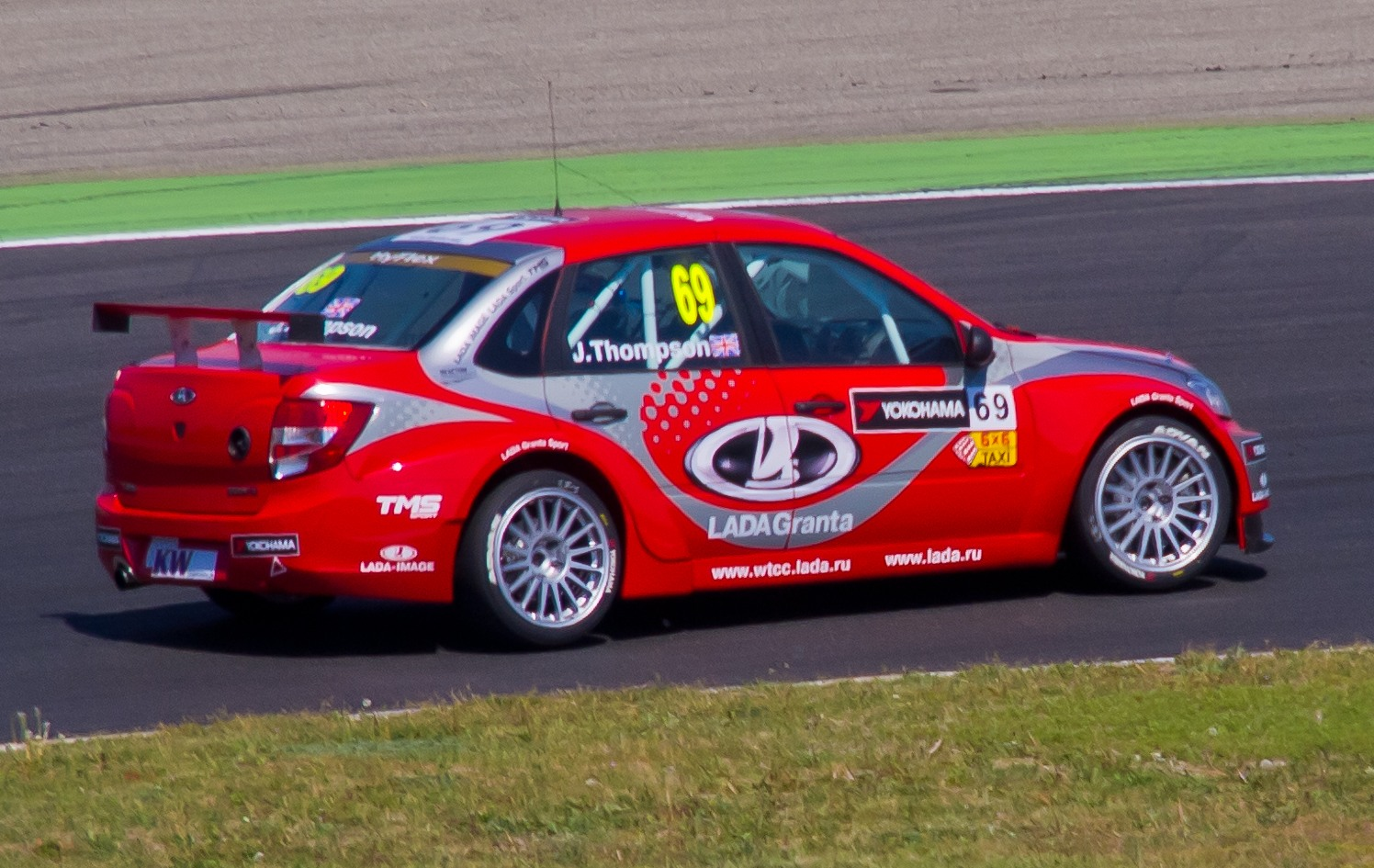
Lada Granta Sport

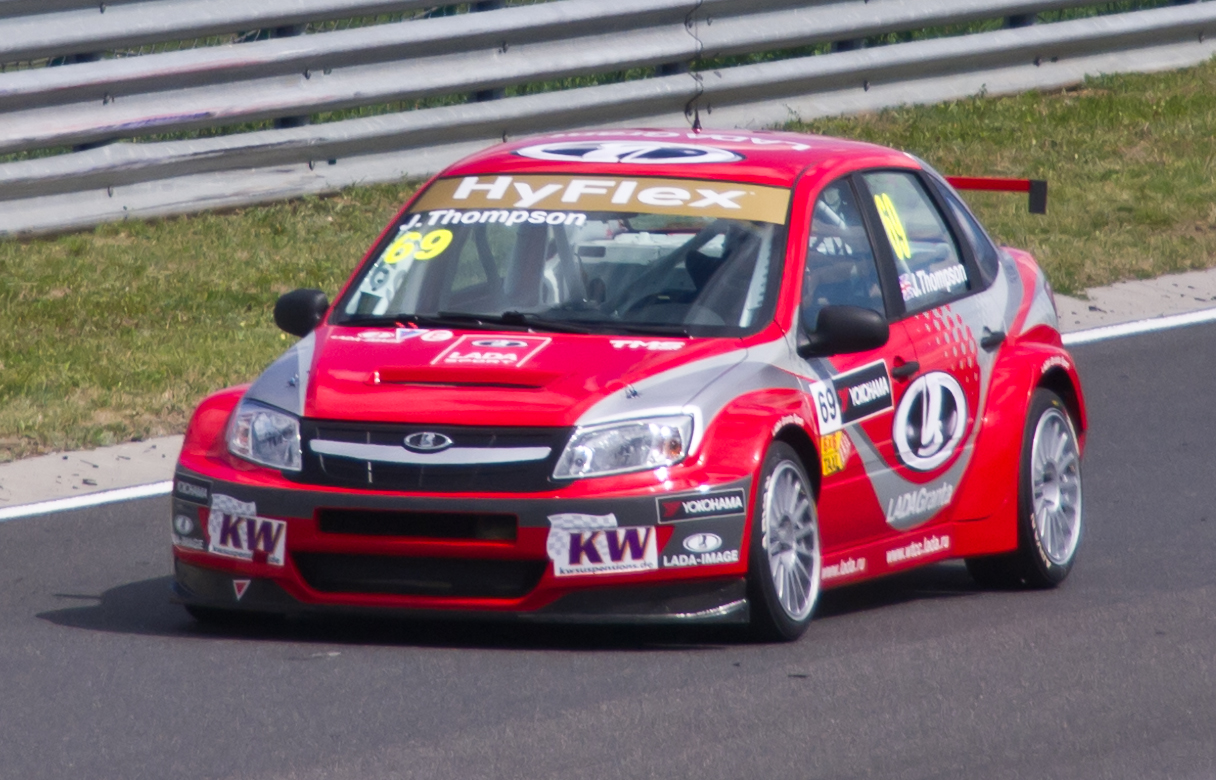
Lada Granta Sport

## Спорт
Lada Granta ще навіть не запущена в серійне виробництво вже в травні 2011 року буде брати участь в гонках на спеціальний кубок «Кубок Lada Granta».
У цьому чемпіонаті правда будуть брати участь Lada Granta Sport, у яких під капотом буде 1,6 літровий турбований двигун потужністю 200 кінських сил, який розганяє автомобіль до 100 км/год всього за 5,8 секунд.